# Catagramma reflexa
Catagramma reflexa är en fjärilsart som beskrevs av Dillon 1948. Catagramma reflexa ingår i släktet Catagramma och familjen praktfjärilar. Inga underarter finns listade i Catalogue of Life.